# مسجد کچیب
مسجد کچیب مربوط به دوره صفوی است و در اردکان، بلوار آیت ا خامنه‌ای، کوچه دبیرستان آیت ا خاتمی واقع شده و این اثر در تاریخ ۲۶ اسفند ۱۳۸۶ با شمارهٔ ثبت ۲۲۱۲۸ به‌عنوان یکی از آثار ملی ایران به ثبت رسیده است.